# Yuval Pick
Pour les personnes ayant le même patronyme, voir Pick.
Œuvres principales
- Loom
- Eddies
- Hydre
- Acta est fabula
- Vocabulary of need
- Pazaz - ici ça danse
- Bugger
- Terrone
- FutureNow
- There's a blue bird in my heart

Répertoire
- Popular Music
- Score
- PlayBach
- No play hero
- Folks
- Ply
- Are friends electric?

Danseur et chorégraphe, Yuval Pick naît en 1970 à Petach Tikvah en Israël. Il travaille et crée en France depuis 1997. Il est le directeur du Centre chorégraphique national de Rillieux-la-Pape depuis 2011.

## Biographie
Nommé à la tête du Centre chorégraphique national de Rillieux-la-Pape,, en août 2011, Yuval Pick a derrière lui un long parcours d’interprète, de pédagogue et de chorégraphe. 
Formé à la Bat-Dor Dance School de Tel Aviv, Yuval Pick intègre la Batsheva Dance Company en 1991 qu’il quitte en 1995 pour entreprendre une carrière internationale auprès d’artistes comme Tero Saarinen, Carolyn Carlson ou Russel Maliphant. Il entre en 1999 au Ballet de l'Opéra de Lyon avant de fonder en 2002 sa propre compagnie, The Guests. 
Depuis, il signe des pièces marquées par une écriture élaborée du mouvement, accompagnée d’importantes collaborations avec des compositeurs musicaux et où, dans une forme de rituel, la danse propose un équilibre sans cesse remis en cause entre l’individu et le groupe. 

## Méthode et philosophie
Depuis le début des années 2000, Yuval Pick a créé plus d’une vingtaine de pièces chorégraphiques. Leur écriture s’appuie sur une méthode dénommée Practice, qui est à la fois une philosophie du corps et un ensemble d’expériences de soi inédites. De pièce en pièce, d’expérimentations en recherches, Practice se précise peu à peu comme une autre manière de danser, en invitant les interprètes à une autre perception de leurs corps et à un nouvel état d’esprit délivré de certaines habitudes.
Practice propose de sortir des sentiers battus de la danse, pour retrouver dans chaque mouvement sa profondeur organique et intime. Et invite chacun à re-découvrir son identité corporelle singulière, ainsi qu’un rapport plus libre à l’espace et aux autres. L’action a lieu tout autant en moi que hors de moi, et dans l’entre-deux.

## Principales pièces chorégraphiques
- 1997 : Kvedim – primée au Festival Gvanim de Tel aviv
- 1998 : Nice for a White Wedding
- 2002 : Cotton Crown, solo pour la Biennale de Venise
- 2004 : Le Sacre pour le Ballet de Lorraine
- 2005 : Popular Music
- 2006 : Strand Behind pour le Festival Agora de l'IRCAM et le CNSMD de Lyon
- 2007 : Look White Inside
- 2008 : 17 Drops
- 2008 : Living in Pieces (solo) pour la Biennale de la danse de Lyon[7]
- 2008 : /Paon/ pour le Junior Ballet de Genève
- 2010 : Score
- 2010 : PlayBach (trio)
- 2010 : The Him pour le Junior Ballet du Conservatoire National de Musique et de Danse de Paris.
- 2012 : No Play Hero
- 2012 : Folks pour la Biennale de la danse de Lyon
- 2014 : Loom
- 2014 : Ply
- 2015 : Apnée (corps vocal)
- 2015 : Are Friends Electric?
- 2015 : Eddies
- 2016 : Hydre
- 2018 : Acta est fabula
- 2018 : Flowers crack concrete pour le projet Passerelles (DSF)
- 2020 : Vocabulary of need au Théâtre - Scène Nationale de Saint-Nazaire
- 2020 : Terrone, solo pour Marco Merenda, pour le Ballet de l’Opéra de Lyon
- 2020 : Pazaz - ici ça danse
- 2021 : Kairos, solo pour Madoka Kobayashi, au Musée d'Art Contemporain de Lyon
- 2021 : FutureNow au TROIS C-L — Centre Chorégraphique Luxembourgeois
- 2021 : Bugger pour le Conservatoire National de Musique et de Danse de Paris
- 2022 : There’s a Blue bird in my heart pour le Ballet de l'Opéra de Lyon